# 1999 au Nunavut
Chronologie du Nunavut
- 1995
- 1996
- 1997
- 1998
- 1999
- 2000
- 2001
- 2002
- 2003

Cette page concerne des événements d'actualité qui se sont produits durant l'année 1999 dans le territoire canadien du Nunavut.

## Politique

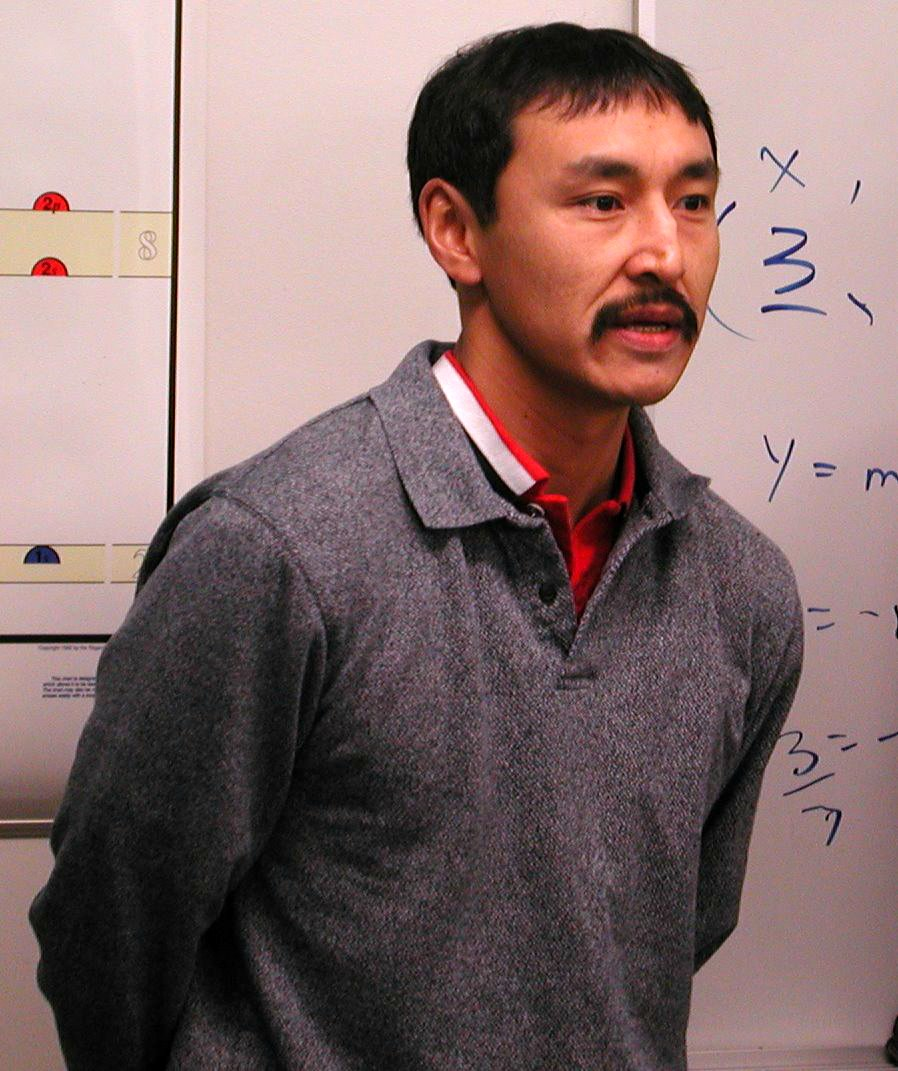
Paul Okalik

- Premier ministre : Paul Okalik
- Commissaire : Helen Maksagak (en)
- Législature : 1er législature (en)

## Événements
- Achèvement du parlement du Nunavut à Iqaluit[1].
- Fondation du portail francophone Nordicité.com[2].
- Le député de Quttiktuq Levi Barnabas (en) devient le premier Président de l'Assemblée législative du Nunavut (en).
- 15 février : 1er élection générale nunavoise.
- 1er avril : 
  - le Nunavut entre dans la confédération comme 3e territoire canadien.
  - Paul Okalik devient le premier des premiers ministres du Nunavut.

## Naissances
- 1er février : Christianne West (en), joueuse de curling.